# Liolaemus rosenmanni
Espèce
Liolaemus rosenmanni est une espèce de sauriens de la famille des Liolaemidae.

## Répartition
Cette espèce est endémique du Chili.

## Description
C'est un saurien vivipare.

## Étymologie
Cette espèce est nommée en l'honneur de Mario Rosenmann Abramovich (1933-2004).

## Publication originale
- Núñez & Navarro, 1992 : Liolaemus rosenmanni, una nueva especie Chilena de lagartija relacionada al grupo ruibali. Boletín del Museo Nacional de Historia Natural de Chile, vol. 43, p. 55-62 (texte intégral).